# Cabera pallida
Cabera pallida är en fjärilsart som beskrevs av W. Warren 1897. Cabera pallida ingår i släktet Cabera och familjen mätare. Inga underarter finns listade i Catalogue of Life.